# Rythmeskvulp
Rythmeskvulp (Noors voor kabbelend ritme) is een dichtbundel uit 1895 van Hjalmar Christensen, Vilhelm Dons en Hugo Mowinckel. Het verscheen onder hun gezamenlijk pseudoniem Adolescentulus Olsen. De groep schrijvers nam de Neoromantiek in de Noorse literatuur op de hak en dan voornamelijk die van Vilhelm Krag.

## Muziek
Christian Sinding maakte bij drie van de gedichten een toonzetting. Die liederen werden soms gezongen door actrice Ragna Wettergreen, men vermaakte zich er kostelijk mee in Christiania.  Sinding ondervond er kennelijk geen schade van, hij schreef al eerder muziek onder teksten van Krag. Alle populariteit van toen is verdwenen, ze zijn in de 20e eeuw in de vergetelheid geraakt.
De drie liedjes worden aangeduid met:
- Ouverture
- Zullimenta
- I ensom stund